# Pingshan, Guizhou
Pingshan (kinesiska: 平山) är en köping i sydvästra Kina. Den ligger i Hezhang härad i staden Bijie i provinsen Guizhou, omkring 180 kilometer väster om provinshuvudstaden Guiyang. Antalet invånare är 20348. Befolkningen består av 10 095 kvinnor och 10 253 män. Barn under 15 år utgör 35 %, vuxna 15-64 år 54 %, och äldre över 65 år 9,0 %.